# Lotus pedunculatus
Lotus pedunculatus Cav.,  llamada lotera, cuernecillo grande o alfalfa chilota, es una planta herbácea de la familia de las fabáceas. Se utiliza como forraje en la alimentación de rumiantes.

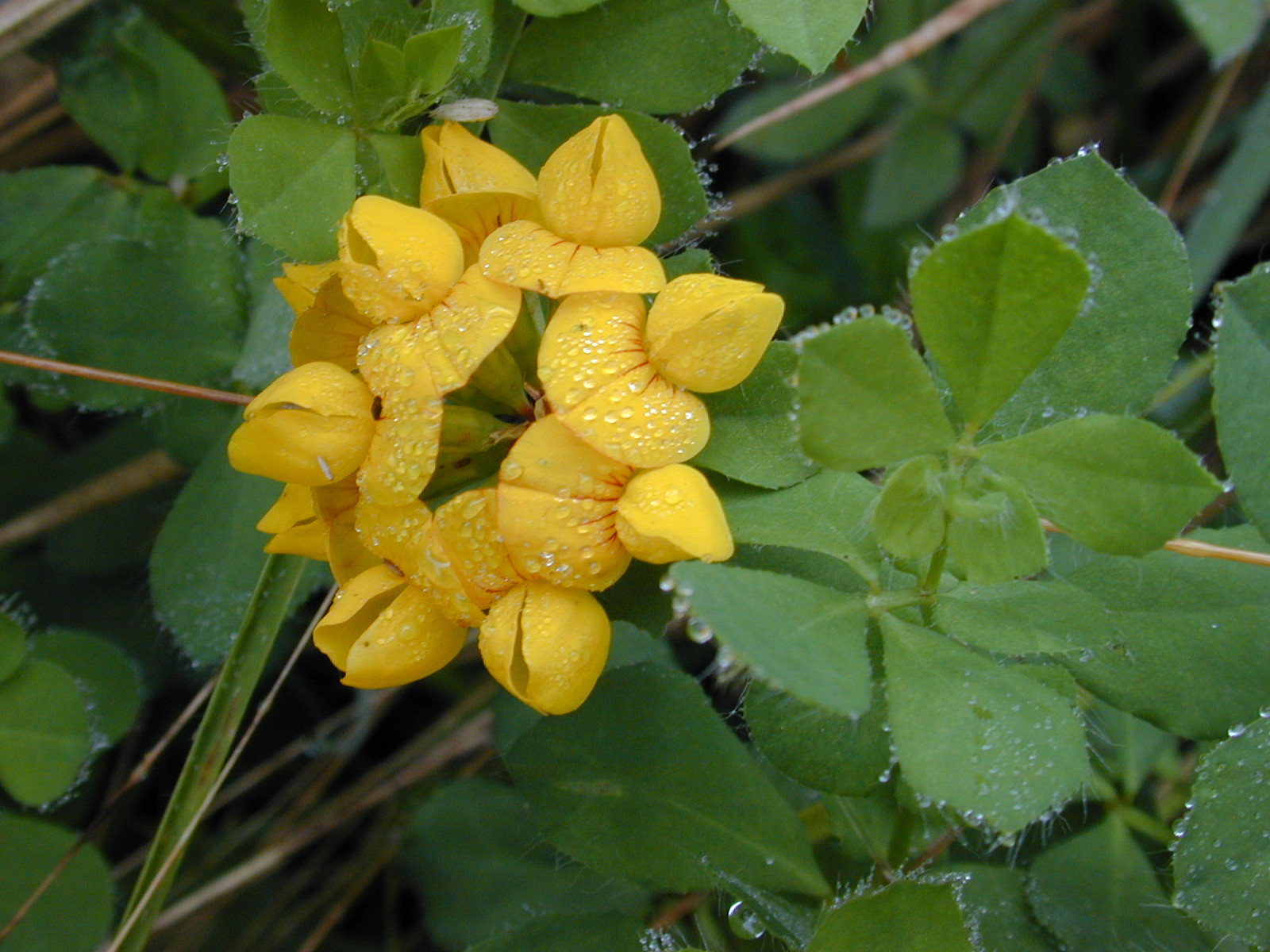
Flor

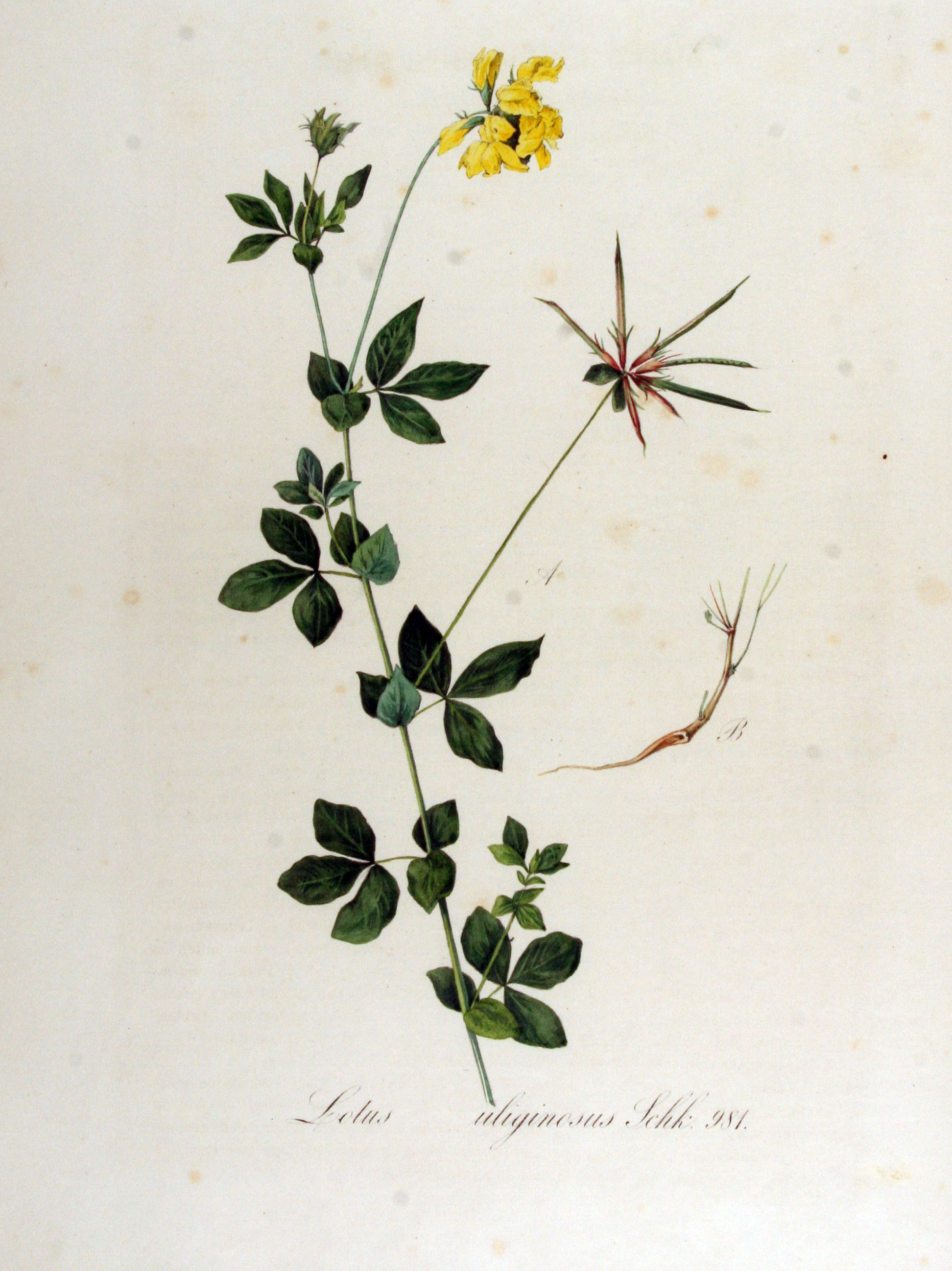
Ilustración

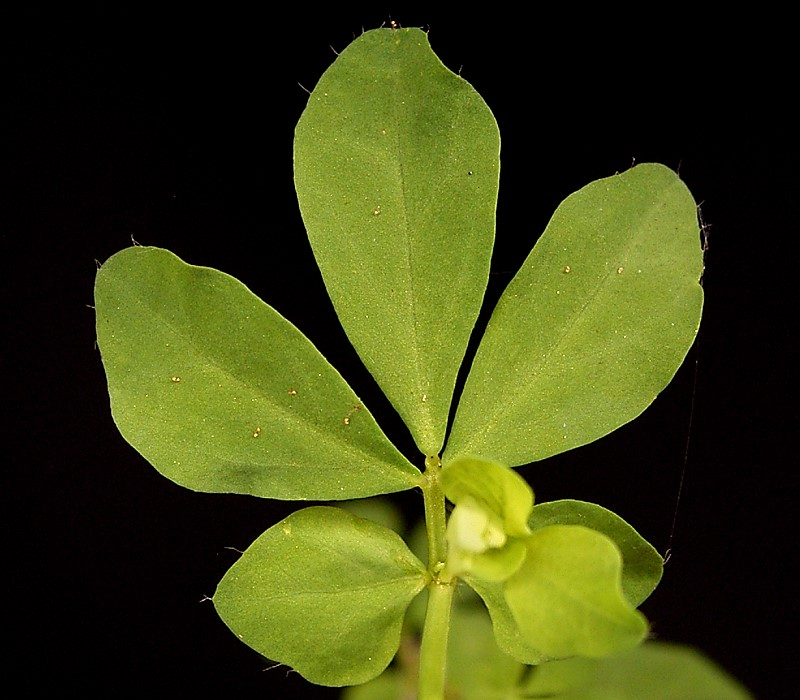
Hojas

## Descripción
Hierba perenne por medio de rizoma. Tallos ascendentes, huecos, más o menos ramificados de hasta 1 m. Hojas compuestas por 5 foliolos (hojuelas) de hasta 2,5 cm, verdiazules por debajo, siendo los dos inferiores semejantes a estípulas. Hojuelas de contorno romboidal u obovado, agudas, enteras, variablemente pilosas, de hasta 25 x 15 mm. Flores dispuestas en cabezuelas o coronas de largo cabillo, en número de entre 5 y 12; cáliz tubular, acampanado con 5 dientes extendidos en brote, aproximadamente del largo del tuco. Corola amariposada de color amarillo, a menudo teñida de rojo, de entre 1 y 1,8 cm de longitud. Fruto en vaina de hasta 35 x 2,5 mm de longitud. Florece en primavera y en el verano

## Hábitat
L. pedunculatus aparece en un amplio rango de hábitats húmedos y abiertos, mostrando una ligera predilección por los suelos ácidos. Así, puede encontrarse en prados, praderas húmedas, junto a estanques, lagos o ríos o en humedales, como marismas o zonas pantanosas.

## Distribución
Está muy extendida por Europa y ha sido introducida en regiones templadas de todo el mundo. Se ha encontrado en lugares como Siberia, Canadá, EE. UU., Argentina, norte de África, Sudáfrica, Nueva Zelanda, Tasmania y Australia.
En Nueva Zelanda se creó el cultivar "Maku" con el objetivo de tener una leguminosa forrajera de alta producción que pueda crecer bien en condiciones de alta humedad y suelos con pH ácido.

## Observaciones
Esta especie tiene las mismas propiedades que los cuernecillos: la infusión de sus flores ayuda a combatir el insomnio.

## Taxonomía
Lotus pedunculatus fue descrita por Antonio José de Cavanilles y publicado en Journal of Botany, British and Foreign 66: 141. 1928.
Variedades aceptadas
- Lotus pedunculatus var. glabriusculus (Bab.) O. Bolòs & Vigo
- Lotus pedunculatus subsp. granadensis (Chrtková) Molero Mesa & Pérez Raya
- Lotus pedunculatus var. villosus (Lamotte) O. Bolòs & Vigo

Sinonimia
- Lotus granadensis Chrtková
- Lotus uliginosus Schkuhr
- Lotus uluginosus Schkuhr[2]
- Lotus major Sm.
- Lotus trifoliolatus Eastw.[4]